# 利頓 (密蘇里州)
利頓（英語：Leeton）是位於美國密蘇里州約翰遜縣的城市。

## 人口
根據2020年美國人口普查的數據，利頓的面積為1.34平方千米，皆為陸地。當地共有人口532人，而人口密度為每平方千米397人。